# 아시타카촌 (오카야마현)
아시타카촌(葦高村)은 오카야마현 쓰쿠보군에 설치되었던 촌이다. 현재의 구라시키시에 해당한다.